# Harry Gregson-Williams
Harry Gregson-Williams (Sussex, 13 dicembre 1961) è un musicista, compositore e autore di colonne sonore britannico.
Ha composto colonne sonore di diversi film di successo come Le crociate - Kingdom of Heaven, Prometheus, Sopravvissuto - The Martian, The Last Duel e House of Gucci, tutti diretti da Ridley Scott, In linea con l'assassino, Le cronache di Narnia - Il leone, la strega e l'armadio, Le cronache di Narnia - Il principe Caspian, X-Men le origini - Wolverine, Nemico pubblico - Public Enemies, The Town, e per molti film d'animazione della DreamWorks Animation come Z la formica, Galline in fuga, Sinbad - La leggenda dei sette mari, Giù per il tubo e per i film appartenenti alla serie Shrek. Ha composto inoltre diverse colonne sonore per la serie di videogiochi Metal Gear.

## Carriera
È fratello di Rupert Gregson-Williams. Dopo aver studiato sotto Stanley Myers, approda alla Media Venture di Hans Zimmer. Fin dalle prime opere, risalenti agli anni novanta, si è distinto nelle composizioni per film d'azione e d'animazione, molto ricche di elettronica e di ritmi "ossessivi". È noto per aver composto la colonna sonora di numerosi capitoli della saga di Metal Gear e Shrek.

## Colonne sonore

### Cinema
- White Angel, regia di Chris Jones (1994)
- Broken Heart, regia di Matt McConaghy - cortometraggio (1994)
- Hotel Paradise, regia di Nicolas Roeg - cortometraggio (1995)
- Il mondo intero (The Whole Wide World), regia di Dan Ireland (1996)
- Il senso di Smilla per la neve (Smilla's Sense of Snow), regia di Bille August (1997)
- L'impostore (Deceiver), regia di Jonas Pate (1997)
- I rubacchiotti (The Borrowers), regia di Peter Hewitt (1997)
- Costretti ad uccidere (The Replacement Killers), regia di Antoine Fuqua (1998)
- Z la formica (Antz), regia di Eric Darnell e Tim Johnson (1998)
- Nemico pubblico (Enemy of the State), regia di Tony Scott (1998)
- The Match, regia di Mick Davis (1999)
- Una voce per gridare (Light It Up), regia di Craig Bolotin (1999)
- Che fine ha fatto Harold Smith? (Whatever Happened to Harold Smith?), regia di Peter Hewitt (1999)
- T come Tigro... e tutti gli amici di Winnie the Pooh (The Tigger Movie), regia di Jun Falkenstein (2000)
- The Magic of Marciano, regia di Tony Barbieri (2000)
- Galline in fuga (Chicken Run), regia di Peter Lord e Nick Park (2000)
- King of the Jungle, regia di Seth Zvi Rosenfeld (2000)
- Shrek (2001)
- Spy Game (2001)
- In linea con l'assassino (Phone Booth) (2002)
- Beat the Devil (2002)
- Sinbad: La leggenda dei sette mari (Sinbad: Legend of the Seven Seas) (2003)
- Veronica Guerin - Il prezzo del coraggio (2003)
- Il tesoro dell'Amazzonia (The Rundown) (2003)
- Man on Fire - Il fuoco della vendetta (2004)
- Shrek 2 (2004)
- Team America (Team America: World Police) (2004)
- Che pasticcio, Bridget Jones! (Bridget Jones: The Edge of Reason) (2004)
- Miss F.B.I. - Infiltrata speciale (Miss Congeniality 2: Armed & Fabulous) (2005)
- Le crociate - Kingdom of Heaven (Kingdom of Heaven) (2005)
- Domino, regia di Tony Scott (2005)
- Le cronache di Narnia - Il leone, la strega e l'armadio (The Chronicles of Narnia: The Lion, the Witch and the Wardrobe) (2005)
- Caccia spietata (Seraphim Falls) (2006)
- Giù per il tubo (Flushed Away) (2006)
- Déjà vu - Corsa contro il tempo (2006)
- The Number 23 (2007)
- Shrek terzo (2007)
- Gone, Baby, Gone (2007)
- Jolene (2008)
- Le cronache di Narnia - Il principe Caspian (The Chronicles of Narnia: Prince Caspian) (2008)
- X-Men le origini - Wolverine (X-Men Origins: Wolverine) (2009)
- Pelham 123 - Ostaggi in metropolitana (The Taking of Pelham 123) (2009)
- Prince of Persia - Le sabbie del tempo (Prince of Persia: The Sands of Time) (2010)
- Twelve (2010)
- Unstoppable - Fuori controllo (2010)
- Cowboys & Aliens (2011)
- Total Recall - Atto di forza (Total Recall) (2012)
- Mr. Pip, regia di Andrew Adamson (2012)
- Prometheus, regia di Ridley Scott (2012)
- The East, regia di Zal Batmanglij (2013)
- The Equalizer - Il vendicatore, regia di Antoine Fuqua (2014)
- Blackhat, regia di Michael Mann (2015)
- Sopravvissuto - The Martian (The Martian), regia di Ridley Scott (2015)
- Miss You Already, regia di Catherine Hardwicke (2015)
- La legge della notte (Live by Night), regia di Ben Affleck (2016)
- La signora dello zoo di Varsavia (The Zookeeper's Wife), regia di Niki Caro (2017)
- I primitivi (Early Man), regia di Nick Park (2018)
- Shark - Il primo squalo (The Meg), regia di Jon Turteltaub (2018)
- The Equalizer 2 - Senza perdono (The Equalizer 2), regia di Antoine Fuqua (2018)
- Mulan, regia di Niki Caro (2020)
- Infinite, regia di Antoine Fuqua (2021)
- The Last Duel, regia di Ridley Scott (2021)
- House of Gucci, regia di Ridley Scott (2021)
- Shark 2 - L'abisso (Meg 2: The Trench), regia di Ben Wheatley (2023)
- Retribution, regia di Nimród Antal (2023)
- Il gladiatore II (Gladiator II), regia di Ridley Scott (2024)

### Televisione
- Il massaggio dell'anima (Full Body Massage) (1995) (TV)
- Witness Against Hitler (1996) (TV)
- Catch-22 – miniserie TV, 6 puntate (2019)
- The Gilded Age – serie TV (2022-in corso)

### Videogiochi
- Metal Gear Solid 2: Sons of Liberty
- Metal Gear Solid 3: Snake Eater
- Metal Gear Solid 4: Guns of the Patriots
- Metal Gear Solid V: Ground Zeroes
- Metal Gear Solid V: The Phantom Pain

## Stile
Lo stile di Gregson-Williams è caratterizzato da un articolato processo di fusione e sperimentazione tra più stili, talvolta ardito: spesso si sovrappongono strumentazione di carattere sinfonico a tastiere e sintetizzatori, nei quali si manifesta la natura d'artista eclettico e moderno. La sua musica è sempre in equilibrio tra sinfonico ed elettronico, in cui è facile riconoscere elementi appartenenti al jazz, al rock e alla disco. Nonostante a volte essa risulti un tantino ripetitiva e monotona, il risultato è spesso gradevole e d'effetto.  Possiamo riconoscere le buone capacità dell'autore nell'accompagnare scene di azione e di intrighi politici con un'ottima componente musicale che rispecchia fedelmente le immagini riprodotte da film e videogiochi.